# El Libro de la Oscuridad
El Libro de la Oscuridad, o El Libro del Polvo (en inglés: The Book of Dust) es una trilogía de novelas juveniles fantásticas escritas por el británico Philip Pullman. Comprende los libros La Bella Salvaje, La Comunidad Secreta y El Campo de Rosas, que será publicado en octubre de 2025.
Esta trilogía forma parte de la serie La Materia Oscura, situándose antes y después de los eventos acontecidos en aquella trilogía. Expande la historia de Lyra Lenguadeplata, desde que era una bebé de seis meses hasta convertirse en una joven adulta de veinte años.

## Creación
En la intención inicial de Pullman, El Libro de la Oscuridad no continuaba la historia, sino que ofrecía varias pequeñas historias con los mismos personajes, mundos, etc. El libro iba a tener como temas principales la investigación sobre el Polvo y la realización de un retrato de la religión en La Materia Oscura. Sin embargo, en febrero de 2017, Pullman anunció que El Libro de la Oscuridad se había vuelto una trilogía.
Comparándola con su anterior trabajo, Pullman ha descrito El Libro de la Oscuridad como un "igual" a La Materia Oscura en vez de una secuela o precuela, puesto que sigue profundizando en temas como “esa sustancia misteriosa y perturbadora" que es el Polvo. Al momento de explicar el argumento de la trilogía, Pullman reveló que trataría "la lucha entre una organización despótica y totalitaria que quiere reprimir la especulación y la investigación, y aquellos que creen que el pensamiento y la expresión deben ser libres".
Pullman también destacó el tema de la consciencia, afirmando que tendría un importante peso en esta nueva trilogía: “Se trata de la cuestión de la consciencia, quizás la pregunta filosófica más antigua de todas: ¿somos materia? ¿O somos espíritu y materia? ¿Qué es la consciencia si no hay espíritu?”

## Trasfondo
La historia se desenvuelve en un universo paralelo dominado por el Magisterio (llamado normalmente ‘’la Iglesia’’), una teocracia internacional que persigue activamente la herejía. En este mundo, las almas humanas existen fuera de sus cuerpos en la forma de seres sentientes llamados daimonions, que tienen forma animal y acompañan, ayudan y confortan a sus humanos. Un mecanismo argumental importante es el Aletiómetro, o lector de símbolos: un instrumento similar a una brújula o reloj, de cuyo tipo sólo se conocen seis en el mundo de Lyra. Al apuntar con tres manecillas del Aletiómetro a los diversos símbolos en torno a su circunferencia, un practicante entrenado puede plantear preguntas, que son respondidas mediante el movimiento de una cuarta manecilla alrededor del dial.
Esta trilogía expande el universo construido por Philip Pullman en La Materia Oscura, profundizando más detenidamente en el uso del Aletiómetro, la existencia del Polvo y la naturaleza de los daimonions. Asimismo, presenta una nueva organización llamada Oakley Street, una institución secreta que defiende la libertad y el libre pensamiento con respecto al Magisterio. A esta organización pertenecen varios de los personajes de estos libros; entre ellos Farder Coram, Hannah Relf y Malcolm Polstead, protagonista de esta trilogía junto a Lyra Lenguadeplata. 
Con el transcurso de las novelas, el enfrentamiento entre Oakley Street y el Magisterio va cobrando cada vez más importancia; si bien, el enfoque principal siempre está puesto en los viajes personales de Malcolm y de Lyra. En este sentido, Malcolm protagoniza el primer volumen (La Bella Salvaje) como guardián de una infante Lyra Lenguadeplata, mientras que el segundo (La Comunidad Secreta) y el tercero (El Campo de Rosas) continúan la historia de Lyra como una joven adulta en busca de su daimonion Pantalaimon. En ambas novelas, Malcolm vuelve a aparecer como coprotagonista, dispuesto a proteger a Lyra una vez más. 

## Novelas

#### La Bella Salvaje
La bella salvaje (La Belle Sauvage) (2017)
Diez años y seis meses antes de los sucesos de Luces del Norte, Malcolm Polstead es un muchacho de once años que trabaja junto a sus padres en la posada La Trucha, cerca del Priorato de St. Rosemund, a cinco kilómetros de Oxford. Un día, el destino llama a su puerta cuando las monjas del priorato reciben a una huésped muy especial: una bebé de seis meses llamada Lyra Belacqua que, según narran las profecías, será clave en el destino de todos los mundos. Haciendo frente a terribles inundaciones e incontables peligros, Malcolm será el encargado de proteger a la joven Lyra a bordo de su canoa personal La Bella Salvaje, mientras de fondo se desata la guerra entre una organización secreta conocida como Oakley Street y el temible Magisterio por encontrar antes a la niña.

#### La Comunidad Secreta
La comunidad secreta (The Secret Commonwealth) (2019)
Veinte años después de los sucesos de La Bella Salvaje, y siete desde El Catalejo Lacado, la relación entre Lyra Lenguadeplata y su daimonion Pan se ha deteriorado por completo, con Pan acusando a Lyra de haberse vuelto apática y extremadamente racional por culpa de filósofos modernos. Tras una terrible discusión entre ambos, Pan desaparece, obligando a Lyra a viajar alrededor del mundo en busca de su daimonion. Mientras tanto, Malcolm Polstead, ahora profesor del Durham College y agente de Oakley Street, se dispone a investigar unos terribles ataques que se están produciendo en el Este por culpa de los peligrosos “hombres de las montañas”. Ambos desconocen que en las sombras está operando Marcel Delamare, un ambicioso cardenal del Magisterio que se ha propuesto encontrar a Lyra con la ayuda de un joven aletiometrista, el cual, también está vinculado con el pasado de la joven Lenguadeplata.

#### El Campo de Rosas
El campo de rosas (The Rose Field) (2025)
Continuando los sucesos de La Comunidad Secreta, Lyra Lenguadeplata se encuentra sola en una ciudad habitada por daimonions, buscando a su amado Pan mientras Malcolm Polstead continúa su viaje en busca de Lyra. A medida que avanzan hacia el Este, al enigmático edificio rojo que custodia el secreto del Polvo, así lo hacen Marcel Delamare y las fuerzas del Magisterio, los despiadados “hombres de las montañas”, científicos, ladrones, espías, brujas… A todos ellos les aguarda un enorme peligro; una nueva y escalofriante amenaza que lo cambiará todo para siempre.

## Adaptaciones
La primera novela (La Bella Salvaje) fue adaptada al teatro por Bryony Lavery. Aunque originariamente se tenía previsto su estreno en el Bridge Theatre en julio de 2020, la pandemia del COVID-19 acabó por retrasarlo a noviembre de 2021. La producción fue dirigida por Nicholas Hytner, siendo representada entre el 30 de noviembre de 2021 y el 26 de febrero de 2022. Aparte, una grabación de la obra teatral fue estrenada en NT Live el 17 de febrero de 2022.
La productora Jane Tranter, quien también trabajó en la adaptación televisiva de La Materia Oscura, ha expresado interés en adaptar “El Libro de la Oscuridad”, afirmando que el propio Pullman está de acuerdo, pero que antes necesita terminar el tercer libro.